# Herman Andreas Mollerup
Herman Andreas Mollerup (19. november 1798 i København – 1. marts 1886 sammesteds) var en dansk højesteretsassessor og politiker.
Han var en søn af brygger Søren Mollerup (1758-1832) og Dorthea f. de Place (1777-1852). Han blev 1815 privat dimitteret til Københavns Universitet, 1819 juridisk kandidat, samme år volontær i det Danske Kancelli, 1825 kancellist, 1827 protokolsekretær i Højesteret, 1831 surnumerær og 1833 virkelig assessor i Landsover- samt Hof- og Stadsretten, 1846 borgmester i København, 1854 justitiarius i sidstnævnte ret, samme år tillige ekstraordinær assessor i Højesteret, i hvilken ret han 1856-80 havde sæde som ordinær assessor, og var desuden 1862-75 konstitueret som
generalauditør i Søetaten.
Endvidere havde han 1841-46 tilsynet med hovedstadens privilegerede blade og var 1849-59 medlem af Missionskollegiet, 1849-80 medlem af direktionen for Vajsenhuset samt 1857-75 medlem af Københavns Borgerrepræsentation, beklædte i en længere årrække stillingen som dens viceformand og var 1858-60 formand for forsamlingen. 1842 blev han justitsråd, 1849 etatsråd, 1862 konferensråd, 1867 Kommandør af Dannebrog, 1875 Storkors af samme orden og ved sin afsked 1880 gehejmekonferensråd. Han døde 1. marts 1886 i København.
Al sin offentlige gerning røgtede han med levende interesse, stor dygtighed, ufortrøden iver og samvittighedsfuldhed, og i Højesteret indtog han en fremragende plads blandt rettens tilforordnede ved sin betydelige indsigt og rige erfaring, ligesom han også her som andetsteds var i høj grad skattet for sin store
personlige elskværdighed og beskedenhed.
22. maj 1840 blev han gift med Caroline Elisabeth Buchwald (25. maj 1810 – 3. september 1890), en datter af justitsråd, generalkasserer ved Det kongelige Tallotteri Frederik Buchwald og Elisabeth f. Berg.